# Thomas Gabriel Fischer
Thomas Gabriel Fischer, znany również jako Tom G. Warrior (ur. 19 lipca 1963) – szwajcarski muzyk, wokalista, kompozytor i instrumentalista, gitarzysta. Znany z występów w grupach muzycznych Hellhammer przekształconej w Celtic Frost oraz Apollyon Sun. Założyciel zespołu Triptykon, w którym aktualnie gra.
W 2004 roku muzyk został sklasyfikowany na 32. miejscu listy 100 najlepszych gitarzystów heavymetalowych wszech czasów według magazynu Guitar World. Z kolei w 2009 roku został sklasyfikowany na 43. miejscu listy 50 najlepszych heavymetalowych frontmanów wszech czasów według Roadrunner Records.

## Instrumentarium
- Ibanez H.R. Giger Iceman[8]

## Publikacje
- Only Death Is Real: An Illustrated History of Hellhammer and Early Celtic Frost 1981-1985, Bazillion Points, 2009, ISBN 978-0-9796163-9-6

## Dyskografia
| Album                                 | Rok  | Uwagi                                                      | Źródło |
| ------------------------------------- | ---- | ---------------------------------------------------------- | ------ |
| Probot - Probot                       | 2004 | gościnnie śpiew w utworze "Big Sky"                        | [ 9 ]  |
| Dark Fortress - Eidolon               | 2008 | gościnnie śpiew w utworze "Cohorror"                       | [ 10 ] |
| 1349 - Revelations of the Black Flame | 2009 | gitara elektryczna, gitara basowa, miksowanie, koprodukcja | [ 11 ] |

## Filmografia
| Tytuł                             | Rok  | Rola        | Uwagi                                        |
| --------------------------------- | ---- | ----------- | -------------------------------------------- |
| "Black Metal: A Documentary"      | 2007 | jako on sam | film dokumentalny, reżyseria: Bill Zebub     |
| "H.R. Giger Revealed"             | 2010 | jako on sam | film dokumentalny, reżyseria: David N. Jahn  |
| "Black Metal: The Music of Satan" | 2011 | jako on sam | film dokumentalny, reżyseria: Bill Zebub     |
| "Dark Star: HR Gigers Welt"       | 2014 | jako on sam | film dokumentalny, reżyseria: Belinda Sallin |

## Nagrody i wyróżnienia
| Rok  | Kategoria   | Tytułem                | Nagroda                         | Nota | Źródło |
| ---- | ----------- | ---------------------- | ------------------------------- | ---- | ------ |
| 2010 | Inspiration | Thomas Gabriel Fischer | Metal Hammer Golden Gods Awards | Laur | [ 15 ] |